# Жан Кретиен
Жан Кретиен (на френски: Jean Chrétien) е канадски политик. Той е 20-ият премиер-министър на Канада – от 4 ноември 1993 г. до 12 декември 2003 г.

## Биография
Завършил е право в университета Лавал в Квебек. От 1957 г. е женен за Алин, има три деца.

## Политическа кариера
Министър-председател е на Канада от Либералнатата канадска партия.